# Selecció de futbol de la Costa d'Ivori
La Selecció de futbol de la Costa d'Ivori és l'equip representatiu del país a les competicions oficials. Està dirigida per la Federació Ivoriana de Futbol (en francès, Fédération Ivoirienne de Football), pertanyent a la CAF.
La selecció de la Costa d'Ivori, si bé no ha brillat molt a nivell mundial, sí que és un combinat respectable al continent africà. Amb un total de 19 participacions, Els Elefants van guanyar la Copa d'Àfrica per primera vegada el 1992.
Per a la fase de classificació de la Copa del Món 2006, la Costa d'Ivori va ser aparellada amb el Camerun, un dels favorits i dels millors equips del continent. No obstant això, els ivorians van assolir avançar i encapçalar el seu grup, fins a l'enfrontament de la penúltima jornada front el Camerun. Una victòria a Abidjan els classificava, però Els Lleons es van encarregar d'amargar-los la festa als locals derrotant-los per 3:2. Però la sorpresa d'aquell partit no va ser l'única d'aquest procés: quan la Costa d'Ivori estava pràcticament desesperançada, Camerun va empatar de local davant Egipte, el que va permetre que la Costa d'Ivori es classificara per primera vegada a una Copa del Món.
Al començament de març de 2006, el president del govern ivorià, Laurent Gbagbo, va anunciar que de no cessar la violència regnant al país no permetria que l'equip de futbol de Costa d'Ivori assistira a la Copa del Món Alemanya 2006, ja que "si el poble no està unit, no val la pena que l'equip vagi a l'esdeveniment". A pesar de la situació, l'equip va disputar el campionat sense dificultats.

## Competicions internacionals

### Participacions en la Copa del Món
- Des de 1930 a 1970 - No participà
- 1974 - No es classificà
- 1978 - No es classificà
- 1982 - No participà
- Des de 1986 a 2002 - No es classificà
- 2006 - Primera fase - 19è lloc
- 2010 - Primera fase
- Brasil 2014 - Primera fase

### Participacions en la Copa d'Àfrica
- Des de 1957 a 1963 - No participà
- 1965 - Semifinals - 3r lloc
- 1968 - Semifinals - 3r lloc
- 1970 - Semifinals - 4t lloc
- 1972 - No es classificà
- 1974 - Primera fase
- 1976 - No es classificà
- 1978 - Desqualificat
- 1980 - Primera fase
- 1982 - No participà
- 1984 - Primera fase
- 1986 - Semifinals - 3r lloc
- 1988 - Primera fase
- 1990 - Primera fase
- 1992 - Campió
- 1994 - Semifinals - 3r lloc
- 1996 - Primera fase
- 1998 - Quarts de final
- 2000 - Primera fase
- 2002 - Primera fase
- 2004 - No es classificà
- 2006 - Final - 2n lloc
- 2008 - Semifinals - 4t lloc
- 2010 - Quarts de final
- 2012 - Final - 2n lloc
- 2013 - Quarts de final
- 2015 - Campió
- 2017 - Primera fase

### Participacions en la Copa Confederacions
- 1992 - Semifinals - 4t lloc

## Jugadors històrics
- Ibrahima Bakayoko
- Didier Drogba
- Gervinho
- Salomon Kalou
- Joël Tiéhi
- Siaka Tiéné
- Kolo Touré
- Touré Yaya
- Abdoulaye Traoré
- Didier Zokora